# Almanara
O Almanara é um restaurante tradicional de culinária árabe que possui diversas casas nas cidades de São Paulo, Campinas, Alphaville, Ribeirão Preto e Rio de Janeiro. Fundado em 1950 no centro de São Paulo, o Almanara foi um dos primeiros restaurantes a apresentarem ao brasileiro algumas comidas árabes típicas, como o Kibe e a Sfiha, hoje totalmente incorporados à nossa cultura.
Em 2025, foi reconhecido com o Selo de Valor Cultural da Prefeitura de São Paulo que reconhece a relevância do local e sua contribuição como referência cultural.
É um dos restaurantes árabes mais premiados do Brasil, considerado o melhor restaurante árabe pela Revista GoWhere Gastronomia e avaliado pelo público como o melhor árabe da cidade, de forma invicta, na pesquisa do Datafolha.

## História
Fundada em 1950 por Zuhair Coury, descendente de uma família de libaneses, a primeira unidade do Almanara encontrava-se no coração de São Paulo e recebia principalmente imigrantes árabes. Aos poucos o gosto brasileiro foi se familiarizando com os temperos da tradição árabe, com suas receitas originais e ingredientes selecionados, como o Tahine, o Zatar e o grão-de-bico.
A casa da Rua Basílio da Gama, a mais antiga ainda em funcionamento, é um marco cultural da cidade pela sua arquitetura Art déco, o histórico painel do artista Tulio Costa e o importante espelho jateado do pintor italiano Vittorio Gobbis. Com décadas de história, o Almanara hoje está nos principais shoppings e pontos comerciais da cidade de São Paulo.